# Рузізі
Рузізі — річка в Центральній Африці. Протікає по території Демократичної Республіки Конго, Бурунді та Руанди.
Довжина — 117 кілометрів. Бере початок з озера Ківу, на висоті 1500 м, тече в південному напрямку та впадає в озеро Танганьїка. Рузізі є природним кордоном між Руандою та ДРК. В долині річки поширені чорні тропічні ґрунти.

## Каскад ГЕС
На виході річки Рузізі з озера Ківу в 1958 побудована ГЕС. 
На річці розташовано ГЕС Рузізі І, ГЕС Рузізі ІІ.